# Яблочкин, Алексей Николаевич
Алексе́й Никола́евич Я́блочкин (27 февраля [11 марта] 1912, Рожки, Московская губерния — 1984, Ленинград) — советский футболист, полузащитник. Тренер. Мастер спорта СССР.

## Биография
Начал играть в футбол в команде «Большевик». Первые чемпионаты СССР (1936—1939) провёл в «Красной Заре» / «Электрике», в начале 1941 года по приглашению главного тренера Константина Лемешева перешёл в «Зенит», за который играл до 1947 года.
В хоккее с шайбой играл за «Дзержинец» Ленинград (1947/48 — 1948/49) и «Калев» Таллин (1953/54).
После завершения карьеры игрока тренировал «Металлург» Череповец (1960), «Спартак» Орджоникидзе (1963), «Нефтяник» Фергана (1968), «Трудовые Резервы» Ленинград, «Калев» Таллин, «Звезду» Пермь, «Звезду» (Кировоград), команды из Ижевска, Новгорода. в 1965 году руководимая им сборная Ленинграда завоевала серебряные медали на Всесоюзной спартакиаде школьников.
С 1969 года — в СДЮСШОР «Смена».

## Достижения
- Кубок СССР:

Обладатель: 1944.
Финалист: 1938.